# Гарлінген (Техас)
Гарлінген (англ. Harlingen) — місто (англ. city) в США, в окрузі Камерон розташоване на півдні штату Техас, приблизно за 48 кілометрів від узбережжя Мексиканської затоки. Населення — 71 829 осіб (2020). Має площу 88,9 км² і є другим за величиною містом в окрузі Кемерон, після Браунсвіля. Є містом з найдешевшою вартістю проживання у США.

## Географія
Гарлінген розташований за координатами 26°11′28″ пн. ш. 97°41′51″ зх. д. / 26.19111° пн. ш. 97.69750° зх. д. (26.191204, -97.697383).  За даними Бюро перепису населення США в 2010 році місто мало площу 104,38 км², з яких 103,10 км² — суходіл та 1,28 км² — водойми. Ґрунт у районі міста варіюється від піщаного суглинку до глини.

### Клімат
| Клімат : Гарлінген                | Клімат : Гарлінген | Клімат : Гарлінген | Клімат : Гарлінген | Клімат : Гарлінген | Клімат : Гарлінген | Клімат : Гарлінген | Клімат : Гарлінген | Клімат : Гарлінген | Клімат : Гарлінген | Клімат : Гарлінген | Клімат : Гарлінген | Клімат : Гарлінген | Клімат : Гарлінген |
| Показник                          | Січ.               | Лют.               | Бер.               | Квіт.              | Трав.              | Черв.              | Лип.               | Серп.              | Вер.               | Жовт.              | Лист.              | Груд.              | Рік                |
| Абсолютний максимум, °C           | 34,4               | 37,2               | 40,0               | 41,7               | 40,6               | 41,1               | 41,7               | 42,2               | 41,7               | 37,8               | 36,1               | 33,9               | 42,2               |
| Середній максимум, °C             | 22,3               | 24,7               | 27,3               | 29,9               | 32,5               | 34,3               | 35,1               | 35,5               | 32,9               | 30,4               | 26,4               | 24,7               | 29,4               |
| Середня температура, °C           | 16,7               | 18,6               | 21,1               | 24,1               | 27,1               | 28,8               | 29,5               | 29,7               | 27,7               | 24,5               | 20,2               | 18,2               | 24,4               |
| Середній мінімум, °C              | 11,6               | 13,6               | 15,1               | 18,3               | 21,6               | 23,4               | 23,9               | 23,8               | 22,4               | 18,6               | 16,1               | 13,5               | 18,3               |
| Абсолютний мінімум, °C            | −11,1              | −12,2              | −6,1               | 2,8                | 7,8                | 13,9               | 15,6               | 15,6               | 11,1               | 0,6                | −2,8               | −11,1              | −12,2              |
| Норма опадів, мм                  | 27                 | 36                 | 33                 | 42                 | 63                 | 64                 | 49                 | 47                 | 133                | 76                 | 38                 | 32                 | 640                |
| --------------------------------- | ------------------ | ------------------ | ------------------ | ------------------ | ------------------ | ------------------ | ------------------ | ------------------ | ------------------ | ------------------ | ------------------ | ------------------ | ------------------ |
| Джерело: National Weather Service |                    |                    |                    |                    |                    |                    |                    |                    |                    |                    |                    |                    |                    |

## Демографія
Згідно з переписом 2010 року, у місті мешкало 64 849 осіб у 21 645 домогосподарствах у складі 16 176 родин. Густота населення становила 621 особа/км².  Було 25585 помешкань (245/км²).
Расовий склад населення:
| - 87,3 % — білих - 1,3 % — азіатів - 1,0 % — чорних або афроамериканців - 0,5 % — корінних американців - 0,1 % — вихідців з тихоокеанських островів - 8,1 % — осіб інших рас |

До двох чи більше рас належало 1,9 %. Частка іспаномовних становила 79,5 % від усіх жителів.
За віковим діапазоном населення розподілялося таким чином: 30,4 % — особи молодші 18 років, 56,0 % — особи у віці 18—64 років, 13,6 % — особи у віці 65 років та старші. Медіана віку мешканця становила 32,8 року. На 100 осіб жіночої статі у місті припадало 91,6 чоловіків;  на 100 жінок у віці від 18 років та старших — 86,1 чоловіків також старших 18 років.
Середній дохід на одне домашнє господарство  становив 52 878 доларів США (медіана — 34 466), а середній дохід на одну сім'ю — 58 587 доларів (медіана — 39 576). Медіана доходів становила 36 662 долари для чоловіків та 27 717 доларів для жінок. За межею бідності перебувало 32,5 % осіб, у тому числі 48,0 % дітей у віці до 18 років та 18,3 % осіб у віці 65 років та старших.
Цивільне працевлаштоване населення становило 22 596 осіб. Основні галузі зайнятості: освіта, охорона здоров'я та соціальна допомога — 35,5 %, роздрібна торгівля — 12,4 %, науковці, спеціалісти, менеджери — 9,9 %.

## Відомі уродженці
- Боббі Морроу (1935) — колишній спринтер, володар трьох золотих медалей Олімпійських ігор в Мельбурні 1956 року.